# Baltic Beverages Holding

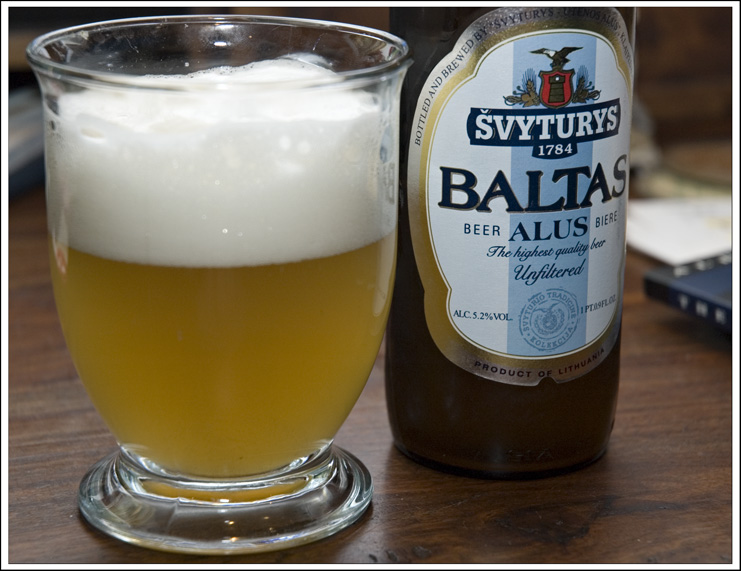
Cervesa de blat Baltas (5,2% vol.).

Baltic Beverages Holding (Holding de begudes Bàltic) és una companyia cervesera propietat del grup Carlsberg. És una de les empreses cerveseres més importants de Rússia, Ucraïna, els països bàltics i Kazakhstan, sobretot degut a la propietat de la marca de cervesa més venuda a Europa de l'Est, Baltika. La companyia comercialitza una gamma de marques de cervesa des de 19 cerveseries, deu de les quals són a Rússia, quatre als països del bàltic, tres a Ucraïna, una al Kazakhstan i una a l'Uzbekistan. La companyia va ser una joint venture de 50-50 entre Carlsberg i altra companyia, Scottish & Newcastle, que va ser absorbida per Carlsberg en abril de 2008.

## Història
La companyia va ser fundada el 1991.

## Cerveseres

### Cervesa Aldaris
Fundada el 1865 a Riga, Aldaris té un planter amb més de 400 treballadors, i és la cerveseria més gran a Letònia. Fabrica una àmplia gamma de cerveses, principalment pale lagers. Les marques més populars inclouen Luksus, Zelta, Gaisais (cervesa clara), Pilzenes (pilsner) i Porteris.

### Utenos Alus
Utenos Alus és una cervesera Lituana, establerta en Utena el 1977.
L'Utenos alus i la cervesera Švyturys es fusionarien el 2001, creant la societat anònima Švyturys-Utenos Alus.

### Cervesa Švyturys
Švyturys és una cerveseria en Klaipda, Lituània. És part de Svyturys - Utenos Alus.
La cervesera va ser creada el 1784 pel comerciant J. W. Reincke a Klaipda, llavors coneguda com a Memel, ciutat de Prússia Oriental. Després de la creació de l'Imperi Alemany, la cerveseria passava a formar part de Memeler Aktien-Brauerei el 15 de setembre de 1871. Passant a ser una empresa lituana el 1923, en signar-se la cessió a aquest país del Territori De Memel. La cerveseria passaria a ser administrada per Memeler Ostquell Brauerei GmbH el 1940 després de l'annexió del territori per part de l'Alemanya Nazi l'any anterior. Després de la restauració de Klaipda a la República Socialista Soviètica de Lituània el 1945 després de la Segona Guerra Mundial, la cerveseria tornaria a ser lituana.
Les fabricants de cervesa Švyturys i Utenos Alus es fusionaren en 2001.
El juny de 2000 la cervesa Švyturio Ekstra rebia el premi d'Argent a la categoria Dortmunder/European Export en argent de Copa de Cervesa Mundial. Mateix marca vençuda Medalla d'Or en la categoria de cervesa Dortmunder a Campionat de Cervesa Mundial celebrats als EUA el novembre de 2001.
El 2002 Švyturys Baltijos guanya el premi de Bronze a la Copa de Cervesa Mundial en la categoria Marzen/Octoberfest.

### Cervesa Kalnapilis
Després que la companyia noruega Orkla es fusionés amb Carlsberg el 2001, Baltic Beverages Holding es va convertir en el productor de cervesa hegemònic de Lituània, controlant les tres cerveseres més grans a Lituània (Kalnapilis, Svyturys i Utenos Alus) així que l'organisme regulador de la competència empresarial de Lituània va forçar-la a vendre una de les tres companyies.
El 2001 Kalnapilis va ser venuda a Royal Unibrew.

### Cervesa Baltika

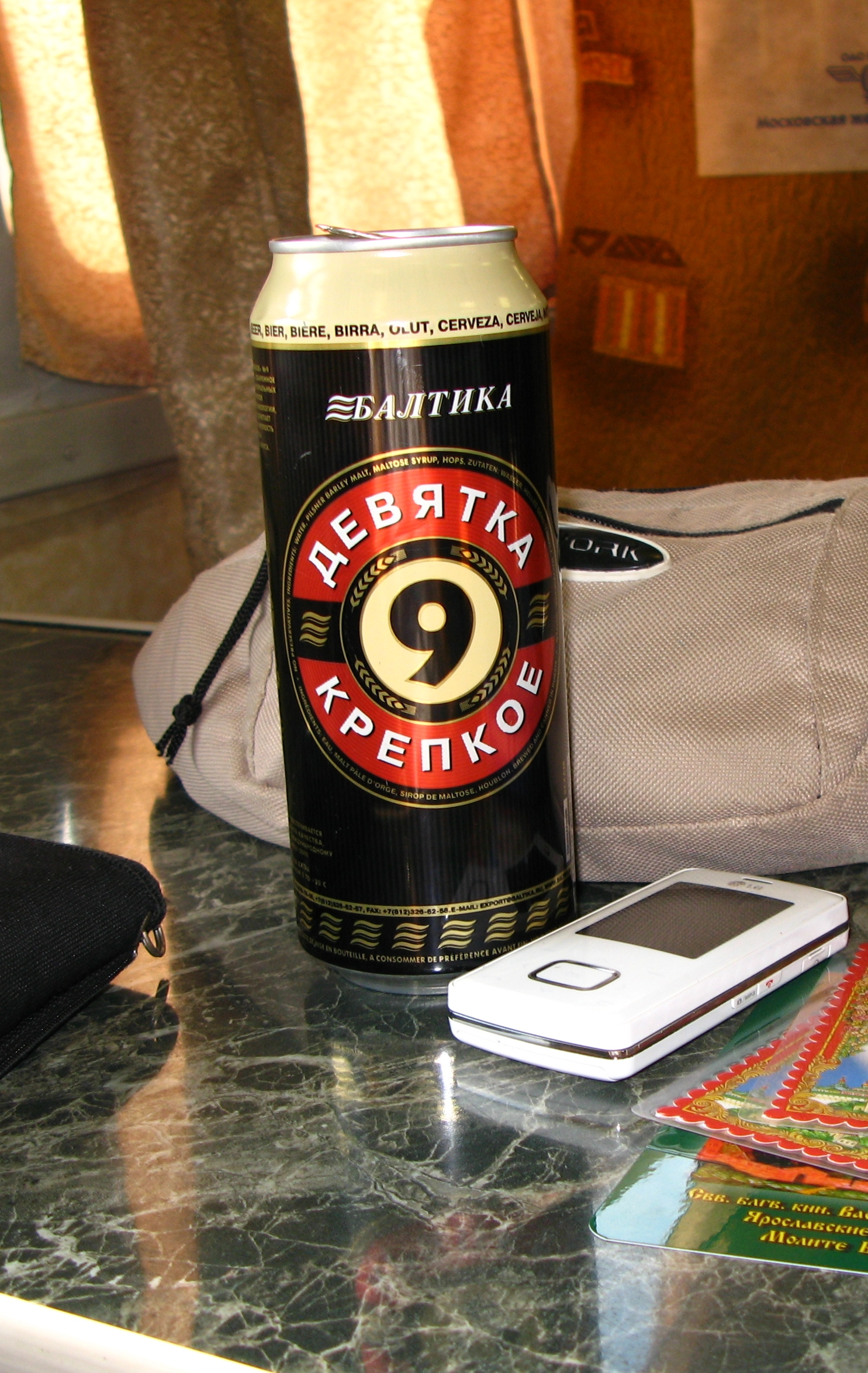
Baltika Krepkoe - la cervesa més forta de la marca.

La cervesera rusa Baltika va ser fundada el 1990. La majoria de les accions de la companyia (Un 85%) són propietat de Baltic Beverages Holding (BBH). Baltika és actualment la fabricant de cerveses més gran de tot Europa de l'est, i la segona major de tot Europa.

### Cervesa Lvivske
La cervesera ucraïnesa més important, fundada el 1715.